# Samochód autonomiczny

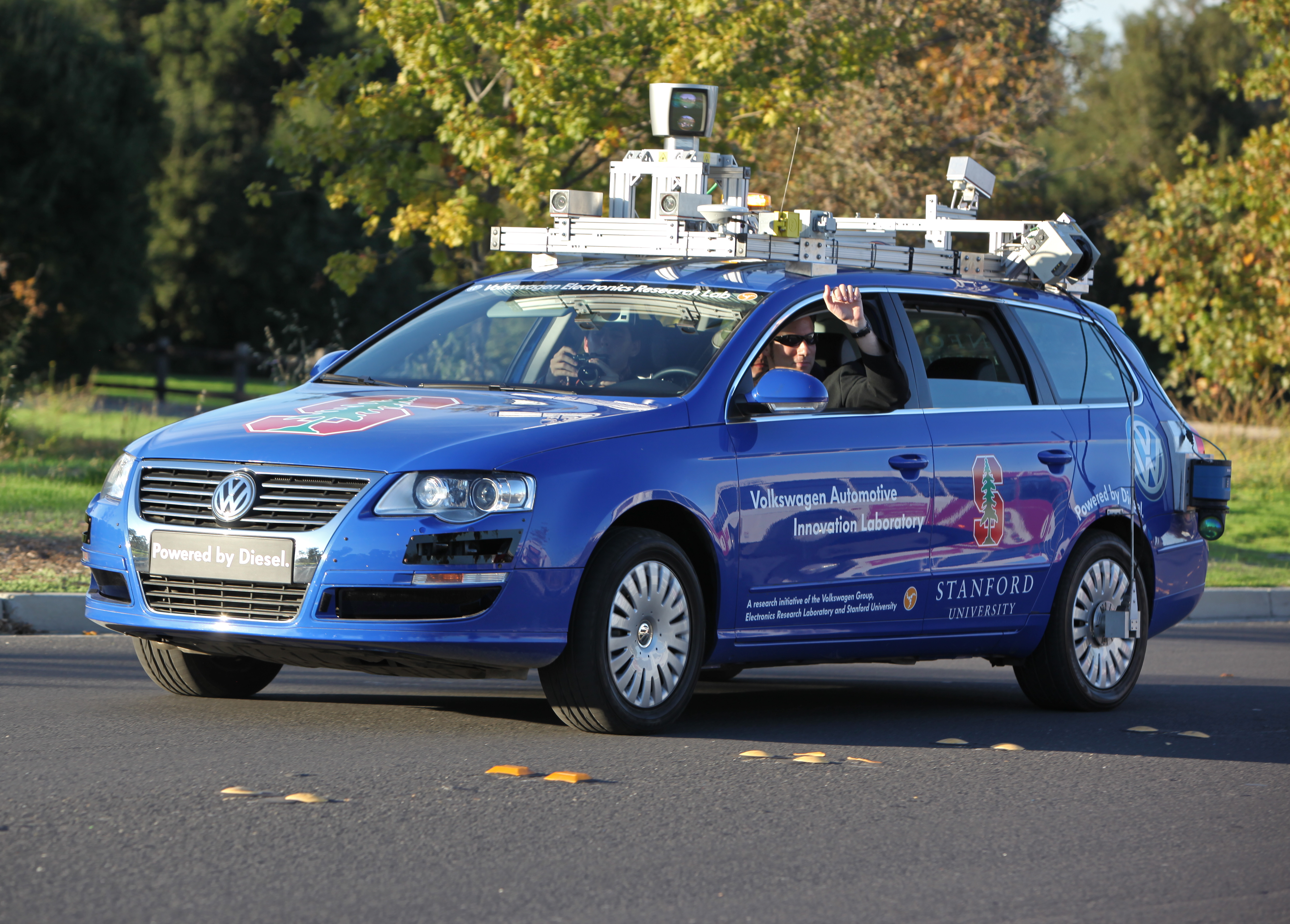
Junior, autonomiczny Volkswagen Passat, na kampusie Stanford University (2009)

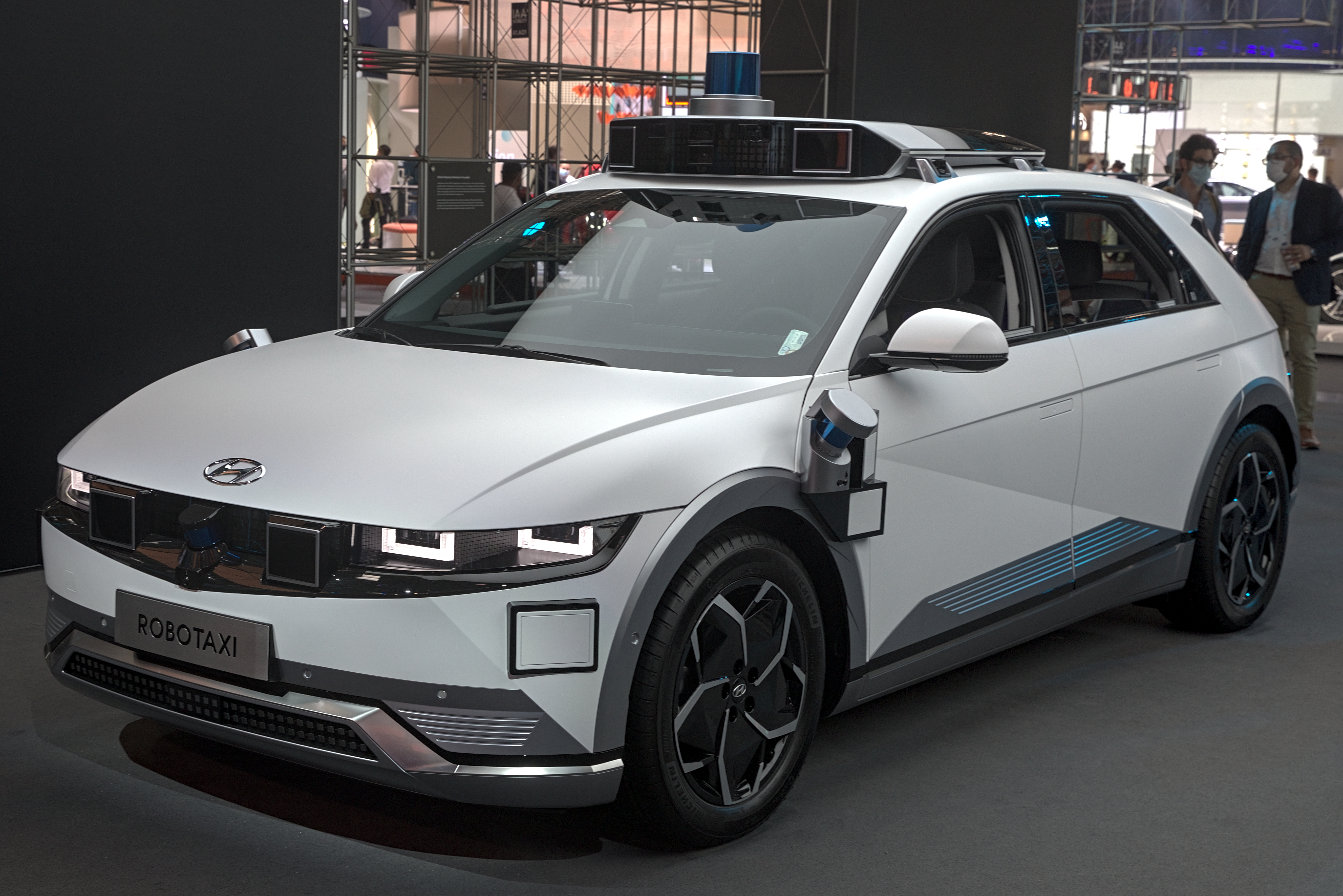
Hyundai Ioniq 5 Robotaxi, 2021

Pojazd autonomiczny (ang. autonomous vehicle – AV), pojazd zdalnie połączony i zautomatyzowany (ang. connected and automated vehicle – CAV), także: samochód samosterujący (ang. self-driving car), samochód autonomiczny (ang. autonomous car), pojazd bez kierowcy (ang.  driverless vehicle), lądowy pojazd bezzałogowy (ang. unmanned land vehicle) – „pojazd samochodowy, wyposażony w systemy sprawujące kontrolę nad ruchem tego pojazdu i umożliwiające jego ruch bez ingerencji kierującego”.
Pojazdy autonomiczne można podzielić według funkcji, jaką pełnią na trzy grupy:
1. posiadane na własność służące indywidualnym potrzebom gospodarstwa domowego lub firmy (np. Tesla Model S) – jest to naturalna ewolucja samochodu od czasu wynalezienia automobilu (ang. autonomous automobile);
2. dostępne i przywoływane na żądanie, służące okazjonalnym potrzebom indywidualnych osób, rodzin i znajomych – jest to połączenie usług carsharingu i ridesoursingu/ridehailingu (np. Uber), rozwijane w szczególności przez firmę Waymo (ogólnie określane przez tę firmę jako self-driving car), tzw. samochód Google – Google car, czyli wycofany obecnie z użytku pojazd Firefly i jego następcy, produkowani przy współpracy z producentami motoryzacyjnymi na bazie ich platform (które to doświadczenia w przyszłości z pewnością posłużą do sprzedaży pojazdów indywidualnym klientom);
3. współdzielone przez kilkuosobową lub kilkunastoosobową grupę zazwyczaj obcych sobie ludzi, poruszające się na stałych trasach według rozkładu jazdy lub na elastycznych trasach z dedykowanymi przystankami na żądanie, służące w szczególności transportowi tzw. pierwszej i ostatniej mili w pobliżu masowego transportu zbiorowego oraz dużych kampusów, kompleksów przemysłowych, usługowych lub mieszkalnych – są to poruszające się z miejską prędkością mikrobusy bezzałogowe (driverless shuttles) produkowane m.in. przez firmy: Navya i Easymile (EZ10)[3].

Najczęściej samochody autonomiczne to przeróbki pojazdów dostępnych na rynku (np. Toyota Prius, Audi TT itd.). Potrafią one wykrywać przeszkody i poruszać się po drogach bez udziału człowieka.
Samochody autonomiczne używają technik typu lidar, radar, GPS, widzenie komputerowe w celu nawigacji i omijania przeszkód.
Wiele dużych firm zbudowało własne samochody autonomiczne, np.: Mercedes-Benz, General Motors, Bosch, Nissan, Toyota, Audi, Volvo, Nvidia i Google.

## Testy pojazdów autonomicznych

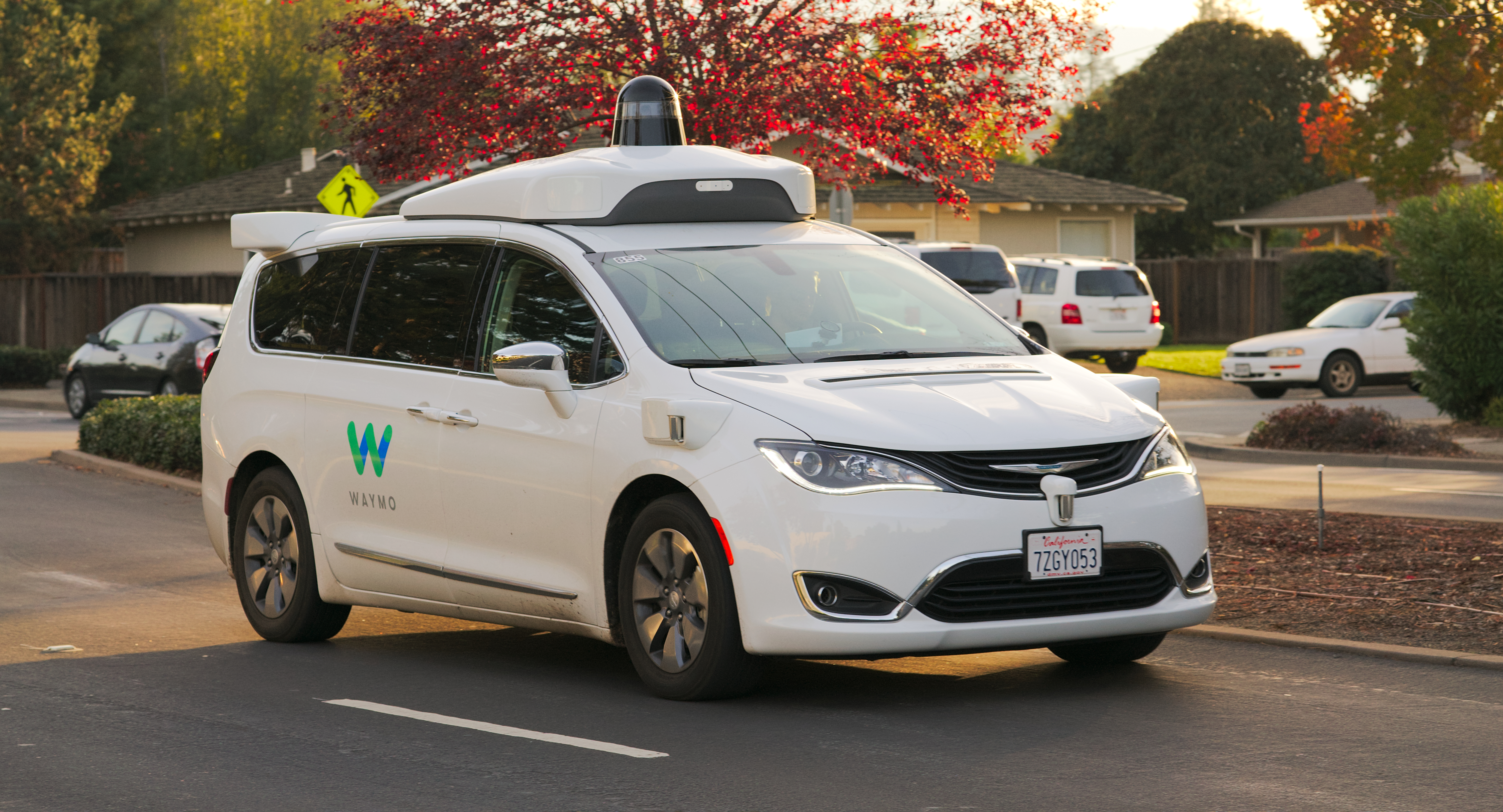
Autonomiczny Chrysler Pacifica używany przez firmę Waymo

### Świat
Prace nad pojazdami autonomicznymi były prowadzone już w latach 80. przez uniwersytety, koncerny motoryzacyjne i firmy badawcze. W latach 2004–2007 prace nad samochodami autonomicznymi nabrały tempa dzięki Darpa Grand Challenge. Od czasów pierwszego wyścigu DARPA zorganizowano wiele innych wyścigów dla aut autonomicznych, między innymi ELROB czy Intelligent Vehicle Future Challenge.
Od 10 maja 2018 roku samochody autonomiczne mają prawo zabierać pasażerów na pokład w stanie Kalifornia.
Google oferuje darmowe przejazdy dla mieszkańców, w Arizonie, na obszarze dwukrotnie większym niż San Francisco.
W grudniu 2020 rozpoczęto testowanie autonomicznej taksówki(„RoboTaxi”) na ulicach liczącego ponad 13 milionów mieszkańców Shenzhen w Chinach. Są to pojazdy autonomiczne 5 poziomu firmy AutoX, a więc nie muszą nawet posiadać kierownicy czy pedałów, by się poruszać po drogach.
31 maja 2021 roku odcięto decyzją władz chińskich Liwan (część kantonu) zamieszkiwany przez 140 000 ludzi. Powodem był wzrost liczby zakażeń wynikający z pandemii. Aby ograniczyć rozprzestrzeniania się wirusa, pozwolono na transporty żywności, leków i testów przy użyciu pojazdów autonomicznych. Baidu Apollo i WeRide według dziennikarzy rzuciły do akcji wszystkie wolne pojazdy autonomiczne, jakie miały – na ulicach pojawiły się robotaksówki oraz robo-autobusy. Wszystkie działały całkowicie autonomicznie bez człowieka za kierownicą, nawet w formie zabezpieczenia jak podczas niektórych testów.
7 października 2021 – koncern General Motors zaprezentował system „Ultra Cruise” - ich autopilot pozwala na jazdę samochodu bez kierowcy w 95% sytuacji na dowolnej drodze publicznej i prywatnej.

### Polska

#### Gdańsk
W Gdańsku, w ciągu dwudziestu czterech dni we wrześniu 2019 roku, dzięki udziałowi miasta w międzynarodowym projekcie Sohjoa Baltic, prowadzone były badania, promocja i testy zautomatyzowanych, poruszających się bez kierowcy elektrycznych minibusów EasyMile EZ10, jako części łańcucha transportu publicznego, a w szczególności połączeń „pierwszej i ostatniej mili”.

#### Jaworzno

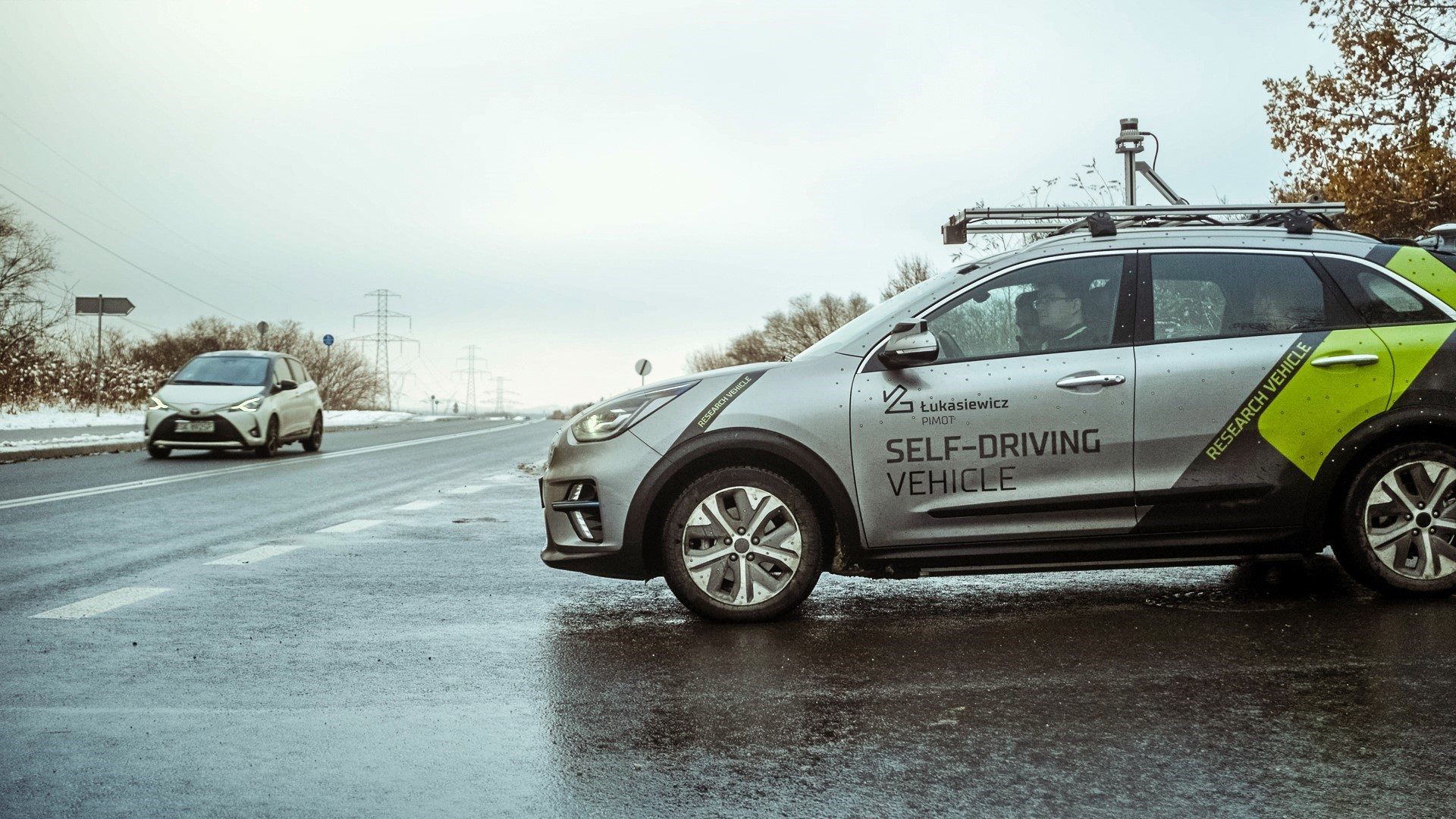
Pojazd badawczy Łukasiewicz – PIMOT podczas badań w Jaworznie

W listopadzie 2023 roku w Jaworznie przeprowadzono pierwsze w Polsce testy samochodu autonomicznego na drodze publicznej. Zespół PIMOT zweryfikował działanie autorskich algorytmów sterujących systemami pojazdu zautomatyzowanego. Podczas badań sprawdzono funkcje odpowiedzialne m.in. za skręcanie, przyspieszanie, hamowanie, mapowanie terenu, planowanie toru jazdy oraz rozpoznawanie i identyfikację otaczających obiektów.

#### Pozostałe
W 2019 roku miały odbyć się testy samochodu autonomicznego w Polsce, na odcinku autostrady A4 Kraków – Tarnów.

## Ustawodawstwo

### Polska
W polskim prawie definicja pojazdu autonomicznego oraz warunki wykorzystania dróg na potrzeby prac badawczych nad pojazdami autonomicznymi zostały wprowadzone Ustawą z dnia 11 stycznia 2018 r. o elektromobilności i paliwach alternatywnych (Dz.U. z 2024 r. poz. 1289), która zmieniła Ustawę z dnia 20 czerwca 1997 r. – Prawo o ruchu drogowym (Dz.U. z 2024 r. poz. 1251) poprzez dodanie do rozdziału 5 „Porządek i bezpieczeństwo ruchu na drogach” oddziału 6 „Wykorzystanie dróg na potrzeby prac badawczych nad pojazdami autonomicznymi”.
Definicja z art. 65k Prawa o ruchu drogowym brzmi następująco:>:
Art. 65k. Ilekroć w niniejszym oddziale jest mowa o pojeździe autonomicznym, należy przez to rozumieć pojazd samochodowy, wyposażony w systemy sprawujące kontrolę nad ruchem tego pojazdu i umożliwiające jego ruch bez ingerencji kierującego, który w każdej chwili może przejąć kontrolę nad tym pojazdem.
Zgodnie z art. 65l ust. 1 Prawa o ruchu drogowym, na polskich drogach możliwe jest przeprowadzanie testów pojazdów na określonych w ustawie zasadach:
Art. 65l. 1. Prowadzenie prac badawczych związanych z testowaniem pojazdów autonomicznych w ruchu drogowym na drogach publicznych, w szczególności na potrzeby zastosowania pojazdów autonomicznych w transporcie zbiorowym i realizacji innych zadań publicznych, jest możliwe pod warunkiem spełnienia wymagań bezpieczeństwa i uzyskania zezwolenia na przeprowadzenie tych prac.

### Stany Zjednoczone

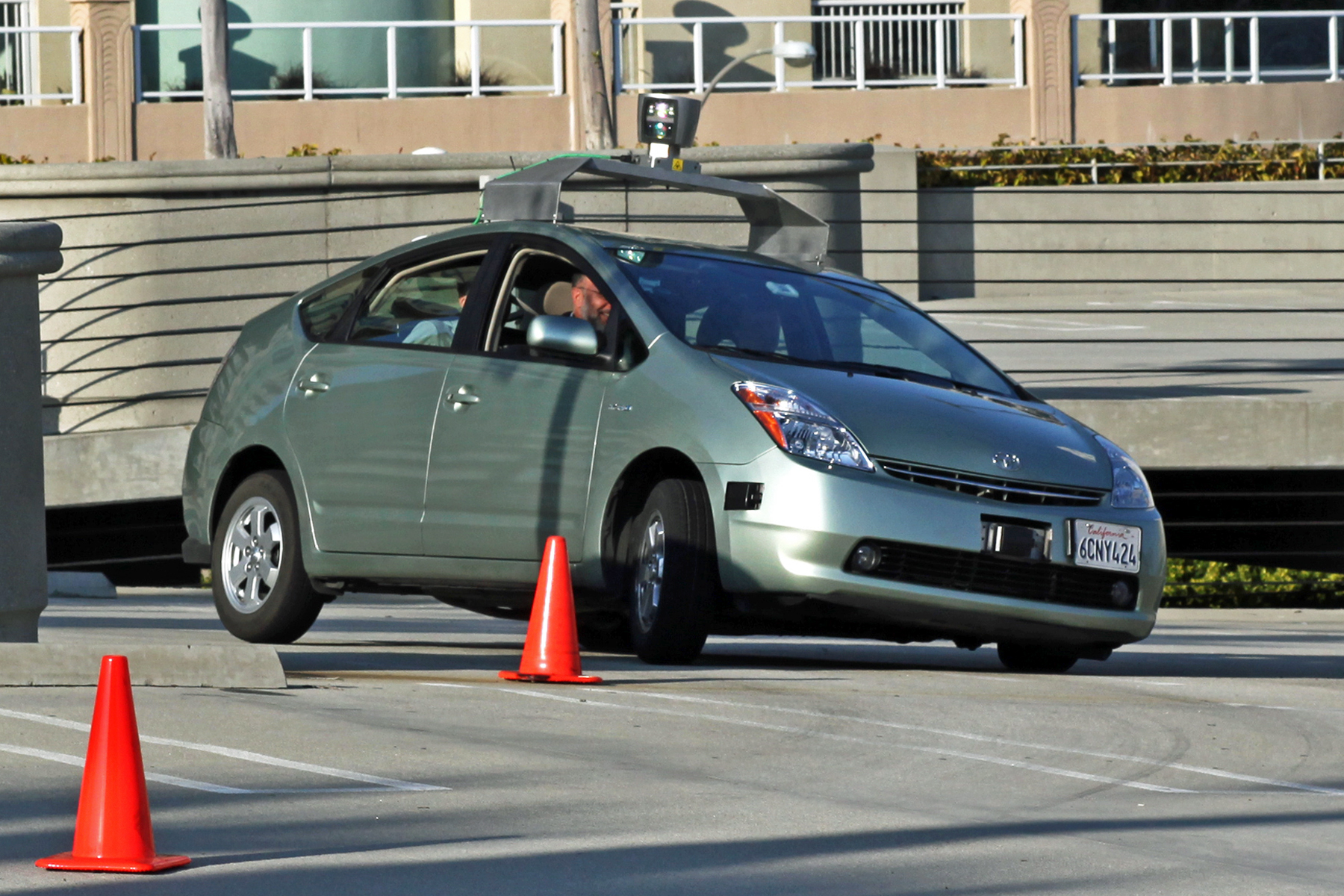
Toyota Prius przerobiona przez Google, aby mogła działać jako samochód autonomiczny

Pod koniec 2013 roku cztery stany USA, Nevada, Floryda, Kalifornia i Michigan, miały już uchwalone prawo zezwalające na poruszanie się samochodów autonomicznych po drogach publicznych.

## Poziomy autonomiczności
Aby ocenić poziom autonomii pojazdu, stowarzyszenie SAE International stworzyło klasyfikacje wyróżniającą 6 poziomów, które określają, jaki stopień ludzkiej interwencji jest konieczny dla prowadzenia danego pojazdu:
Poziom 0
systemy wspomagania kierowcy – np. ESP, ABS, tempomat; tego rodzaju systemy ma wiele modeli samochodów
Poziom 1
automatyzacja jednego elementu wymaganego do prowadzenia pojazdu, np. utrzymywanie stałej odległości od poprzedzającego pojazdu
Poziom 2
jazda „półautonomiczna” – pojazd kontroluje kierunek jazdy, odpowiada za pas ruchu, przyspieszenie, hamowanie i kierowanie, kontroluje odległość od poprzedzających pojazdów (np. jazda po autostradzie)
Poziom 3
komputer przejmuje kontrolę nad pojazdem, jak poprzednio (np. w czasie jazdy po autostradzie) oraz w prostych sytuacjach drogowych w mieście – kierowca zajmuje się sytuacjami trudnymi i skomplikowanymi w mieście
Poziom 4
zasadniczo jazda w pełni autonomiczna – kierowca nie musi kierować pojazdu w czasie manewrów skomplikowanych w mieście oraz dowolnych innych; pojazd ma urządzenia do ręcznego kierowania (np. kierownica, dżojstik), ale wykorzystywane są tylko na życzenie kierowcy „chcącego samemu poprowadzić”
Poziom 5
jazda w pełni autonomiczna – pojazd nie ma urządzeń do ręcznego kierowania

## Historia osiągania poziomów autonomiczności pojazdu
Przykłady dla samochodów osobowych, dostępnych w sprzedaży dla zwykłego użytkownika:
- poziom 0 osiągały już typowe pojazdy nowe sprzedawane w Europie w 2012 roku; np. ABS jako obowiązkowy system w nowych samochodach miał zostać wprowadzony w każdym nowym aucie sprzedawanym w Europie od 2017 roku[25]
- poziom 1 osiągnęło wiele nowych aut sprzedawanych już w 2018 roku[26]
- poziom 2 osiągnął sprzedawany od 2018 roku Cadillac CT6 (z wyjątkiem braku zmiany pasa na autostradzie)[27]
- poziom 3 mają osiągnąć samochody sprzedawane od 2019 roku[24]
- poziom 4 osiągnął m.in. zaprezentowany w 2021 roku Hyundai Ioniq 5 Robotaxi[28].

Poza tym przedstawiciele amerykańskiego przedsiębiorstwa Tesla stwierdzili, że od 2016 roku każdy ich nowy pojazd ma wystarczające możliwości sprzętowe, by ich samochody sterowane były samoczynnie i niezależnie.